# Pattinaggio di figura ai XXI Giochi olimpici invernali - Pattinaggio di figura a coppie
Le gare di Pattinaggio di figura a coppie ai XXI Giochi olimpici invernali si sono svolte il 14 (short program) e il 15 febbraio 2010 (free skating) al Pacific Coliseum di Vancouver.
La medaglia d'oro è stata vinta dalla coppia cinese composta da Shen Xue e Zhao Hongbo.

## Risultati

### Programma breve
| Pl. | Pattinatrice        | Pattinatore         | Nazione       | TSS   | TES   | PCS   | SS   | TR   | PE   | CH   | IN   | Ded  | StN |
| --- | ------------------- | ------------------- | ------------- | ----- | ----- | ----- | ---- | ---- | ---- | ---- | ---- | ---- | --- |
| 1   | Shen Xue            | Zhao Hongbo         | Cina          | 76.66 | 42.42 | 34.24 | 8.60 | 8.30 | 8.70 | 8.60 | 8.60 | 0.00 | 1   |
| 2   | Aliona Savchenko    | Robin Szolkowy      | Germania      | 75.96 | 42.24 | 33.72 | 8.40 | 8.25 | 8.55 | 8.50 | 8.45 | 0.00 | 20  |
| 3   | Juko Kavaguti       | Aleksandr Smirnov   | Russia        | 74.16 | 40.92 | 33.24 | 8.25 | 8.10 | 8.45 | 8.30 | 8.45 | 0.00 | 16  |
| 4   | Pang Qing           | Tong Jian           | Cina          | 71.50 | 39.90 | 32.60 | 8.25 | 7.90 | 8.25 | 8.15 | 8.20 | 1.00 | 18  |
| 5   | Zhang Dan           | Zhang Hao           | Cina          | 71.28 | 41.08 | 30.20 | 7.70 | 7.40 | 7.55 | 7.65 | 7.45 | 0.00 | 19  |
| 6   | Jessica Dubé        | Bryce Davison       | Canada        | 65.36 | 36.16 | 30.20 | 7.60 | 7.30 | 7.60 | 7.65 | 7.60 | 1.00 | 17  |
| 7   | Anabelle Langlois   | Cody Hay            | Canada        | 64.20 | 37.60 | 26.60 | 6.70 | 6.30 | 6.75 | 6.80 | 6.70 | 0.00 | 9   |
| 8   | Marija Muchortova   | Maksim Tran'kov     | Russia        | 63.44 | 34.24 | 30.20 | 7.65 | 7.40 | 7.50 | 7.65 | 7.55 | 1.00 | 14  |
| 9   | Tat'jana Volosožar  | Stanislav Morozov   | Ucraina       | 62.14 | 34.62 | 27.52 | 7.05 | 6.70 | 6.85 | 7.00 | 6.80 | 0.00 | 15  |
| 10  | Amanda Evora        | Mark Ladwig         | Stati Uniti   | 57.86 | 33.10 | 24.76 | 6.30 | 5.95 | 6.35 | 6.20 | 6.15 | 0.00 | 8   |
| 11  | Nicole Della Monica | Yannick Kocon       | Italia        | 56.82 | 31.90 | 24.92 | 6.40 | 6.10 | 6.15 | 6.40 | 6.10 | 0.00 | 11  |
| 12  | Vera Bazarova       | Yuri Larionov       | Russia        | 56.54 | 31.74 | 24.80 | 6.25 | 5.90 | 6.30 | 6.35 | 6.20 | 0.00 | 7   |
| 13  | Anaïs Morand        | Antoine Dorsaz      | Svizzera      | 55.34 | 32.70 | 22.64 | 5.85 | 5.40 | 5.80 | 5.75 | 5.50 | 0.00 | 13  |
| 14  | Caydee Denney       | Jeremy Barrett      | Stati Uniti   | 53.26 | 29.86 | 23.40 | 6.00 | 5.60 | 5.95 | 5.95 | 5.75 | 0.00 | 4   |
| 15  | Vanessa James       | Yannick Bonheur     | Francia       | 51.16 | 28.56 | 22.60 | 5.75 | 5.40 | 5.65 | 5.80 | 5.65 | 0.00 | 6   |
| 16  | Stacey Kemp         | David King          | Gran Bretagna | 48.28 | 27.72 | 20.56 | 5.25 | 4.90 | 5.25 | 5.15 | 5.15 | 0.00 | 12  |
| 17  | Maylin Hausch       | Daniel Wende        | Germania      | 45.46 | 23.54 | 21.92 | 5.60 | 5.25 | 5.35 | 5.55 | 5.65 | 0.00 | 5   |
| 18  | Maria Sergejeva     | Ilja Glebov         | Estonia       | 42.18 | 23.70 | 19.48 | 5.15 | 4.60 | 4.85 | 5.00 | 4.75 | 1.00 | 2   |
| 19  | Ekaterina Kostenko  | Roman Talan         | Ucraina       | 39.54 | 21.74 | 18.80 | 4.85 | 4.50 | 4.65 | 4.85 | 4.65 | 1.00 | 10  |
| 20  | Joanna Sulej        | Mateusz Chruściński | Polonia       | 39.30 | 23.26 | 18.04 | 4.75 | 4.25 | 4.40 | 4.55 | 4.60 | 2.00 | 3   |

### Programma libero
| Pl. | Pattinatrice        | Pattinatore         | Nazione       | TSS    | TES   | PCS   | SS   | TR   | PE   | CH   | IN   | Ded  | StN |
| --- | ------------------- | ------------------- | ------------- | ------ | ----- | ----- | ---- | ---- | ---- | ---- | ---- | ---- | --- |
| 1   | Pang Qing           | Tong Jian           | Cina          | 141.81 | 70.53 | 71.28 | 8.90 | 8.70 | 9.00 | 8.90 | 9.05 | 0.00 | 19  |
| 2   | Shen Xue            | Zhao Hongbo         | Cina          | 139.91 | 67.51 | 72.40 | 8.95 | 8.85 | 9.10 | 9.10 | 9.25 | 0.00 | 20  |
| 3   | Aliona Savchenko    | Robin Szolkowy      | Germania      | 134.64 | 65.08 | 70.56 | 8.85 | 8.60 | 8.85 | 8.85 | 8.95 | 1.00 | 18  |
| 4   | Zhang Dan           | Zhang Hao           | Cina          | 123.06 | 65.42 | 58.64 | 7.50 | 7.15 | 7.35 | 7.40 | 7.25 | 1.00 | 14  |
| 5   | Marija Muchortova   | Maksim Tran'kov     | Russia        | 122.35 | 61.27 | 62.08 | 7.80 | 7.55 | 7.80 | 7.85 | 7.80 | 1.00 | 15  |
| 6   | Jessica Dubé        | Bryce Davison       | Canada        | 121.75 | 60.99 | 61.76 | 7.70 | 7.60 | 7.70 | 7.85 | 7.75 | 1.00 | 16  |
| 7   | Juko Kavaguti       | Aleksandr Smirnov   | Russia        | 120.61 | 57.13 | 64.48 | 8.05 | 7.85 | 8.05 | 8.10 | 8.25 | 1.00 | 17  |
| 8   | Tat'jana Volosožar  | Stanislav Morozov   | Ucraina       | 119.64 | 64.64 | 56.00 | 7.15 | 6.75 | 7.05 | 7.05 | 7.00 | 1.00 | 11  |
| 9   | Anabelle Langlois   | Cody Hay            | Canada        | 115.77 | 60.45 | 56.32 | 7.10 | 6.80 | 7.05 | 7.10 | 7.15 | 1.00 | 13  |
| 10  | Amanda Evora        | Mark Ladwig         | Stati Uniti   | 114.06 | 62.06 | 52.00 | 6.45 | 6.45 | 6.65 | 6.45 | 6.50 | 0.00 | 9   |
| 11  | Vera Bazarova       | Yuri Larionov       | Russia        | 106.96 | 57.72 | 50.24 | 6.40 | 6.10 | 6.20 | 6.40 | 6.30 | 1.00 | 10  |
| 12  | Caydee Denney       | Jeremy Barrett      | Stati Uniti   | 105.07 | 56.27 | 48.80 | 6.20 | 5.85 | 6.25 | 6.15 | 6.05 | 0.00 | 8   |
| 13  | Nicole Della Monica | Yannick Kocon       | Italia        | 104.78 | 54.34 | 51.44 | 6.65 | 6.30 | 6.35 | 6.55 | 6.30 | 1.00 | 12  |
| 14  | Vanessa James       | Yannick Bonheur     | Francia       | 93.94  | 48.34 | 45.60 | 5.90 | 5.45 | 5.75 | 5.75 | 5.65 | 0.00 | 6   |
| 15  | Maylin Hausch       | Daniel Wende        | Germania      | 93.28  | 51.08 | 43.20 | 5.50 | 5.20 | 5.60 | 5.35 | 5.35 | 1.00 | 1   |
| 16  | Stacey Kemp         | David King          | Gran Bretagna | 91.66  | 49.90 | 41.76 | 5.25 | 5.10 | 5.30 | 5.30 | 5.15 | 0.00 | 5   |
| 17  | Anaïs Morand        | Antoine Dorsaz      | Svizzera      | 89.08  | 48.44 | 42.64 | 5.40 | 5.25 | 5.15 | 5.45 | 5.40 | 2.00 | 7   |
| 18  | Joanna Sulej        | Mateusz Chruściński | Polonia       | 86.52  | 49.44 | 38.08 | 4.90 | 4.40 | 4.75 | 4.90 | 4.85 | 1.00 | 4   |
| 19  | Maria Sergejeva     | Ilja Glebov         | Estonia       | 82.72  | 43.92 | 38.80 | 5.05 | 4.65 | 4.90 | 4.95 | 4.70 | 0.00 | 3   |
| 20  | Ekaterina Kostenko  | Roman Talan         | Ucraina       | 81.44  | 45.52 | 35.92 | 4.65 | 4.20 | 4.65 | 4.50 | 4.45 | 0.00 | 2   |

### Risultati totali
| Class | Pattinatrice        | Pattinatore         | Nazione       | Punti totali | Short program | Free skate |
| ----- | ------------------- | ------------------- | ------------- | ------------ | ------------- | ---------- |
|       | Shen Xue            | Zhao Hongbo         | Cina          | 216.57       | 1             | 2          |
|       | Pang Qing           | Tong Jian           | Cina          | 213.31       | 4             | 1          |
|       | Aliona Savchenko    | Robin Szolkowy      | Germania      | 210.60       | 2             | 3          |
| 4     | Juko Kavaguti       | Aleksandr Smirnov   | Russia        | 194.77       | 3             | 7          |
| 5     | Zhang Dan           | Zhang Hao           | Cina          | 194.34       | 5             | 4          |
| 6     | Jessica Dubé        | Bryce Davison       | Canada        | 187.11       | 6             | 6          |
| 7     | Marija Muchortova   | Maksim Tran'kov     | Russia        | 185.79       | 8             | 5          |
| 8     | Tat'jana Volosožar  | Stanislav Morozov   | Ucraina       | 181.78       | 9             | 8          |
| 9     | Anabelle Langlois   | Cody Hay            | Canada        | 179.97       | 7             | 9          |
| 10    | Amanda Evora        | Mark Ladwig         | Stati Uniti   | 171.92       | 10            | 10         |
| 11    | Vera Bazarova       | Yuri Larionov       | Russia        | 163.50       | 12            | 11         |
| 12    | Nicole Della Monica | Yannick Kocon       | Italia        | 161.60       | 11            | 13         |
| 13    | Caydee Denney       | Jeremy Barrett      | Stati Uniti   | 158.33       | 14            | 12         |
| 14    | Vanessa James       | Yannick Bonheur     | Francia       | 145.10       | 15            | 14         |
| 15    | Anaïs Morand        | Antoine Dorsaz      | Svizzera      | 144.42       | 13            | 17         |
| 16    | Stacey Kemp         | David King          | Gran Bretagna | 139.94       | 16            | 16         |
| 17    | Maylin Hausch       | Daniel Wende        | Germania      | 138.74       | 17            | 15         |
| 18    | Joanna Sulej        | Mateusz Chruściński | Polonia       | 125.82       | 20            | 18         |
| 19    | Maria Sergejeva     | Ilja Glebov         | Estonia       | 124.90       | 18            | 19         |
| 20    | Ekaterina Kostenko  | Roman Talan         | Ucraina       | 120.98       | 19            | 20         |